# Dwunastościan rzymski

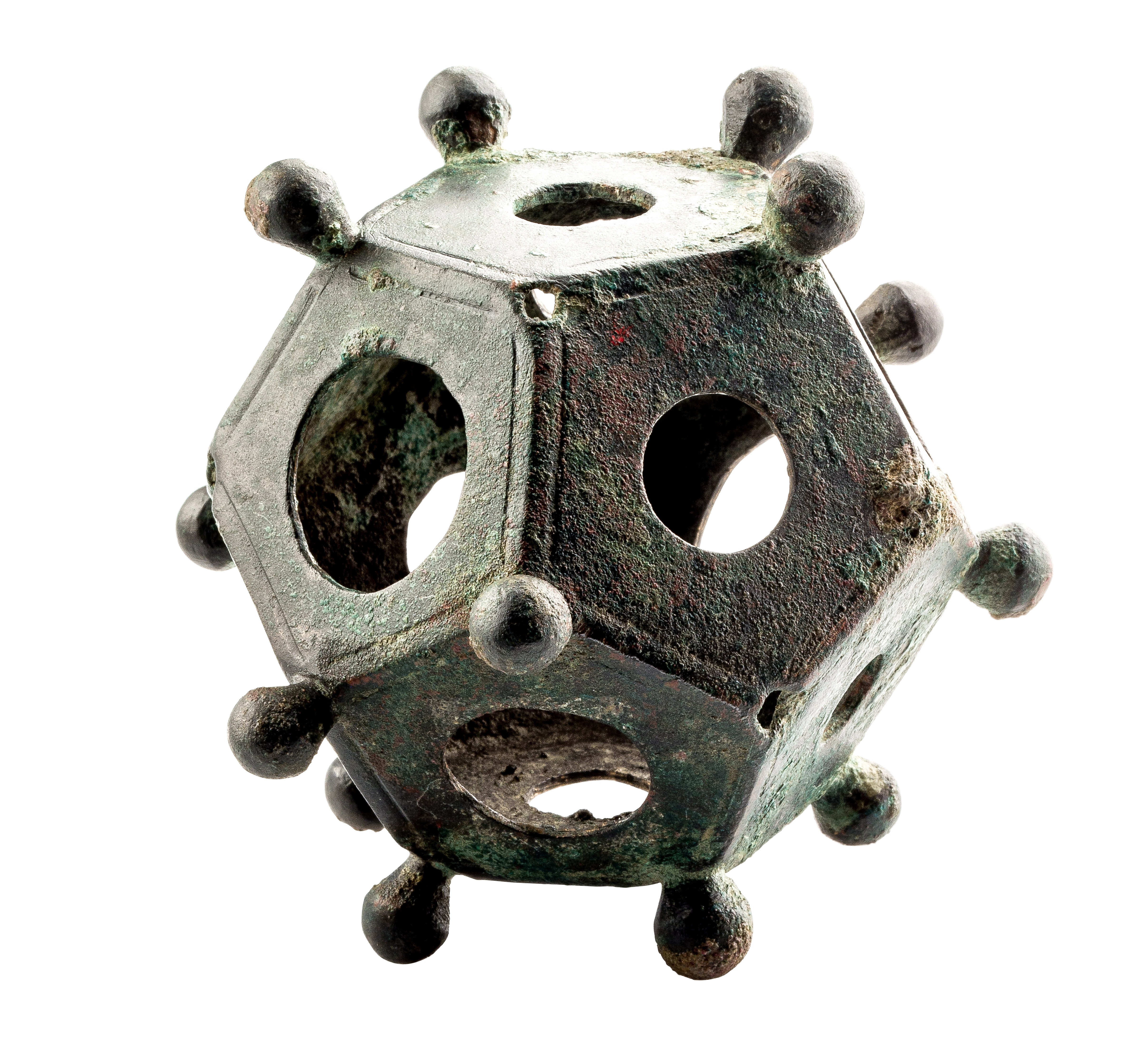
Dodekahedron rzymski z brązu (znalezisko z Tongeren)

Dwunastościan rzymski (galorzymski), dodekahedron – niewielki, pusty wewnątrz przedmiot wykonany ze stopu miedzi. Jest uformowany w dwunastościan foremny. Ma zatem dwanaście pięciokątnych ścian, które są przedziurawione pośrodku okrągłymi otworami o zróżnicowanych średnicach.
Rzymskie dwunastościany są datowane na okres pomiędzy II a IV wiekiem, a ich przeznaczenie pozostaje wciąż nieznane. Rzadko kiedy widoczne są na nich ślady użytkowania i nie ma na nich żadnych napisów lub liczb.

## Historia

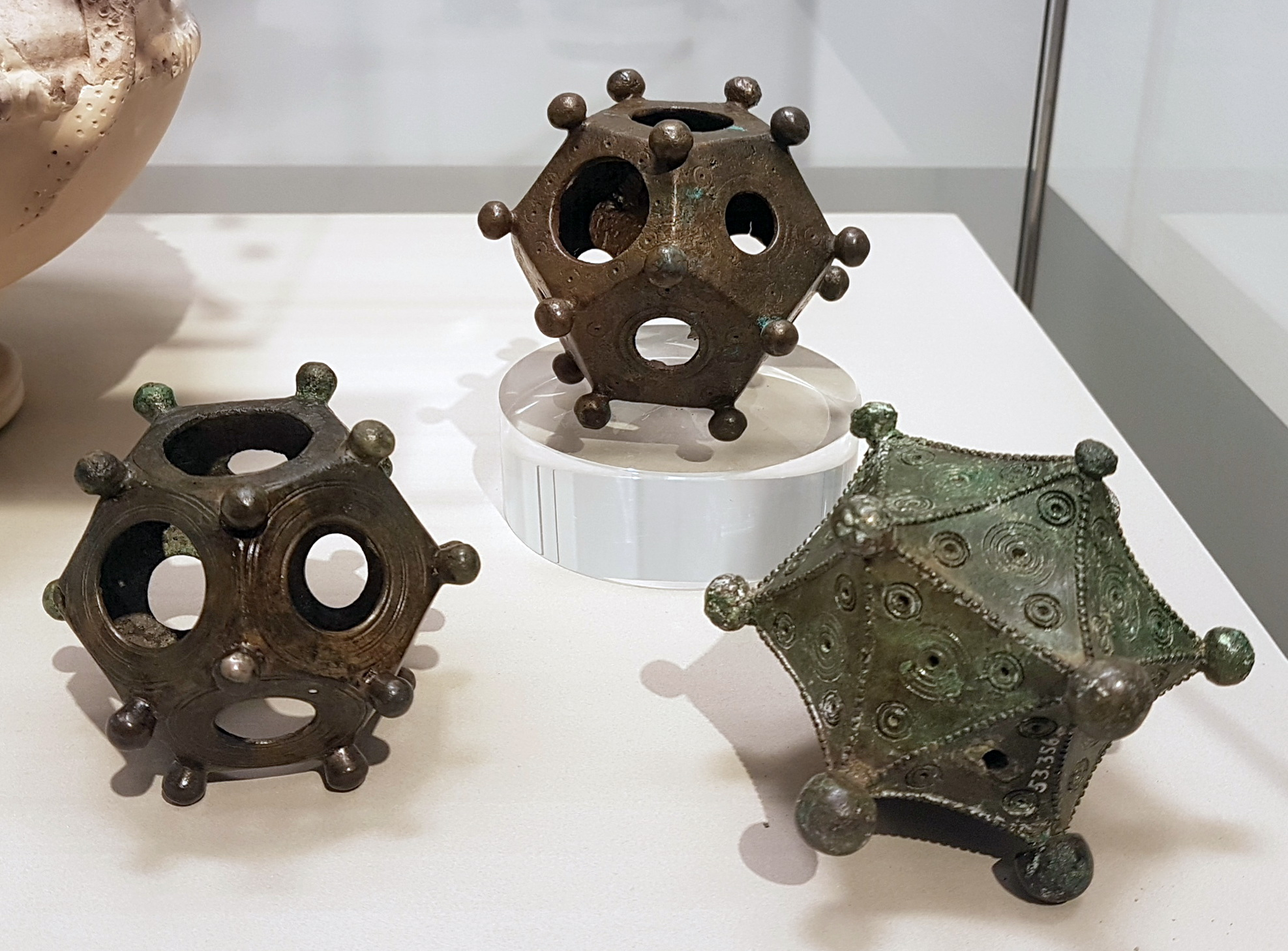
Dwa dwunastościany i dwudziestościan eksponowane na wystawie w Rheinisches Landesmuseum Bonn w Bonn

Pierwszy dwunastościan został odkryty w 1739 roku. Od tego czasu odnaleziono ponad 116 podobnych obiektów na terenie Austrii, Belgii, Francji, Niemiec, Węgier, Luksemburga, Holandii, Szwajcarii i Wielkiej Brytanii. Wymiary znalezionych przedmiotów są różne, lecz zawierają się w przedziale od 4 do 11 centymetrów. Odnaleziono także rzymski dwudziestościan, który przez długi czas był błędnie uznawany za dwunastościan. Przedmiot ten został odkryty w pobliżu miejscowości Arloff w Niemczech i obecnie jest wystawiany w Rheinisches Landmuseum w Bonn.

## Przeznaczenie
Nie odnaleziono wzmianek pisemnych ani obrazów dotyczących dwunastościanów w źródłach z czasów, w których miały one powstać. Wśród domniemanych zastosowań wymienia się użytkowanie dwunastościanów jako przedmiotów służących do oszacowywania odległości od dalekich obiektów lub wyznaczania ich wielkości, albo jako urządzenia do określania najkorzystniejszej daty do zasiewów. Jako potencjalne zastosowanie wymieniano także używanie dwunastościanów jako szpulek przy wytwarzaniu rękawic. Kilka z dwunastościanów odnaleziono wśród kosztowności takich jak monety, co świadczy o tym, że przedmioty te były dla ich właścicieli wartościowe albo że ich zastosowanie wiązało się z monetami.
Sugeruje się, że przedmioty te mogły być związane z kultem religijnym lub że służyły one do wróżenia. Domniemane zastosowanie dwunastościanów do wróżenia wynika z faktu, iż większość tych przedmiotów odnaleziono na obszarze galorzymskim.
Mniejsze dwunastościany posiadające takie same cechy (otwory i gałki), lecz wykonane ze złota, były odnajdowane w Azji Południowo-Zachodniej, wzdłuż morskiego jedwabnego szlaku. Używane były one w celach dekoracyjnych, a ich pierwsze pojawienie się datowane jest na epokę rzymską. Wśród przykładów można wymienić te odkryte w Óc Eo przez Louisa Mallereta, który doszedł do wniosku, że przedmioty te reprezentują śródziemnomorskie wpływy handlowe w Funan. Podobne ozdobne dwunastościany zostały odkryte w miastach-państwach Pyu i w Khao Sam Kaeo.